# José Ángel Crespo Rincón
José Ángel Crespo Rincón (9 de febrer de 1987, Sevilla) és un futbolista que juga com a defensa actualment al club xipriota APOEL FC.